# Harpyionycteris celebensis
Harpyionycteris celebensis là một loài động vật có vú trong họ Dơi quạ, bộ Dơi. Loài này được Miller & Hollister mô tả năm 1921.